# 王令赓
王令赓（英語：Elmer Lincoln Mattox，音譯名埃爾默·林肯·馬托克斯，1869年3月3日—1963年1月20日），美北长老会传教士，曾经担任之江大学校长、:16求是书院总教席，在亚洲服务长达四十余年。

## 经历
1869年3月3日，王令赓出生于美国爱荷华州麦迪逊县温特塞特，父母为长老会信徒W·R·马托克斯夫妇。1893年，毕业于芝加哥麦考密克神学院。1893年4月18日，与艾玛·金成婚于爱荷华州杰佛逊县费尔菲尔德镇。
1894年10月来华。偕同夫人来皮市巷育英义塾担任传教士并兼职教员，教授现代物理、化学、数学、英语和工程设计、安装等科学课程。先后在育英义塾和育英书院执教。1897年，杭州知府林启决定创办一所现代学校，遂向基督教美北长老会求助，聘请王令赓为学校总教席，负责具体学务。
1911年，美国长老会和美国南长老会合办之江学堂，育英书院从大塔儿巷迁入秦望山新地址并改名，王令赓出任之江学堂堂长。1912年，孙中山访问之江大学，由王令赓和裘德生陪同，并在学生面前发表演讲，宣扬三民主义。1914年至1916年期间，王令赓出任之江大学校长。1922年之江大学校长费佩德赴美募捐，任代理校长。
1934年10月夏末，退休离开之江大学，返回美国。1939年，第一任妻子在加州洛杉矶病故，享年73岁。1944年8月24日，娶在杭州出生、同住在克莱尔蒙特的来罗懿（英語：Lois Deborah Lyon）为续配，后者曾任杭州弘道女中代理校长。此后他们一直居住在克莱尔蒙特。1963年1月20日，王令赓去世，葬于橡树园公墓。